# Luiz Felipe Ramos Marchi
Luiz Felipe Ramos Marchi, meglio noto come Luiz Felipe (Colina, 22 marzo 1997), è un calciatore brasiliano naturalizzato italiano, difensore del Rayo Vallecano.

## Biografia
Nato e cresciuto a Colina, il suo nome è un omaggio all'allenatore brasiliano Luiz Felipe Scolari.
È in possesso della cittadinanza italiana per ius sanguinis grazie a un bisnonno originario di Vicenza.

## Caratteristiche tecniche
È un difensore centrale dal fisico longilineo e molto dinamico, capace di giocare anche da terzino destro. Dotato di forte personalità e con una discreta carica agonistica, ha una buona tecnica individuale ed è abile anche nell'impostazione del gioco. Per le sue caratteristiche è stato paragonato a Stefan de Vrij, mentre lo stesso giocatore ha dichiarato di ispirarsi a Thiago Silva.

## Carriera

### Club

#### Gli inizi, Ituano
Cresce calcisticamente nell'Ituano con il quale disputa prima qualche partita nella Copa Paulista per poi esordire ufficialmente il 30 gennaio 2016 nella partita di Campionato Paulista pareggiata, per 1-1, contro il São Bento. Il 12 giugno successivo disputa la sua prima partita nel Campeonato Brasileiro Série D in occasione della vittoria interna, per 4-0, contro il Grêmio Metropolitano. Conclude l'esperienza all'Ituano con 17 presenze.

#### Lazio e il prestito alla Salernitana
Ad agosto 2016, a 19 anni, viene acquistato dalla Lazio, per una cifra vicina ai 500.000 euro, che lo gira subito in prestito alla Salernitana militante in Serie B. L'esordio arriva il 9 ottobre dello stesso anno nel derby contro il Benevento dove mette a segno il momentaneo 2-0 nel 2-1 finale per i suoi. Conclude il prestito alla Salernitana con 7 presenze e una rete.
La stagione successiva, al rientro dal prestito, viene aggregato alla prima squadra della Lazio guidata da Simone Inzaghi. Il 13 agosto 2017 vince il suo primo titolo in maglia biancoceleste poiché la Lazio si impone, per 2-3, sulla Juventus nella partita valida per l'assegnazione della Supercoppa italiana 2017. L'esordio in Serie A arriva il 10 settembre successivo, a 20 anni, in occasione della vittoria casalinga contro il Milan (4-1) andando a sostituire il compagno di squadra Ștefan Radu all'80º minuto di gioco. Quattro giorni più tardi disputa la sua prima partita di Europa League in occasione della vittoria in trasferta, per 2-3, contro gli olandesi del Vitesse.
Il 26 dicembre 2018 gioca dal primo minuto contro il Bologna e al trentesimo minuto segna di testa il suo primo gol in Serie A.. Il 15 Maggio 2019, gioca dal primo minuto la Finale di Coppa Italia contro i bergamaschi dell'Atalanta, vinta dalla Lazio per 2 a 0, e che gli consente di alzare il secondo trofeo in biancoceleste. Chiude la stagione con 25 presenze e una rete.
Nella stagione 2019-2020, diventa una pedina fondamentale del tecnico Simone Inzaghi, che lo schiera in maniera continua. Il 7 dicembre 2019 gioca da titolare la gara di campionato contro la Juventus, segnando al minuto 46 il primo gol allo Stadio Olimpico di Roma, che vale il momentaneo pareggio dei biancocelesti, che vinceranno poi la partita per 3-1. Il 22 dicembre 2019 scende in campo da titolare nella vittoriosa sfida di Supercoppa italiana a Riad contro la Juventus (3-1), che gli permette di mettere in bacheca il suo terzo trofeo di marca biancoceleste.
Con il club capitolino rimane fino al 30 giugno 2022, giorno in cui scade il suo contratto che non rinnova, svincolandosi dopo 144 presenze e 2 reti complessive.

#### Betis e Al Ittihad
Il 4 luglio 2022 firma un contratto quinquennale con il Betis.
Dopo appena un anno dall'arrivo in Spagna, il 7 settembre 2023 viene acquistato a titolo definitivo per circa 25 milioni di euro dall'Al-Ittihad, squadra della Saudi Professional League.

#### Olympique Marsiglia
Dopo essersi svincolato dal club saudita, si trasferisce a titolo definitivo all'Olympique Marsiglia, trasferimento che viene ufficializzato il 7 gennaio 2025.
Rayo Vallecano
Dopo sei mesi in Francia ritorna in Spagna, trasferendosi al Rayo Vallecano.

### Nazionale

#### Brasile
Nell'ottobre 2016, viene convocato dal CT del Brasile U20, Rogério Micale per disputare due partite amichevoli entrambe contro i pari età del Messico, in preparazione del Sudamericano Under 20.
Nel maggio 2019 viene inserito nella lista dei giocatori convocati dalla Nazionale Olimpica brasiliana, per il Torneo di Tolone, ma a causa di un infortunio non può prendere parte alla spedizione. La prima convocazione ufficiale arriva il 16 agosto 2019, quando il C.T. André Jardine lo convoca per la doppia sfida del 5 e 9 Settembre con i pari età della Colombia e del Cile. Esordisce con la Nazionale Olimpica proprio il 5 settembre 2019, subentrando al minuto 78 a Roger Ibañez, nell'amichevole con la Colombia.
Il 14 maggio 2021 viene convocato dal C.T. André Jardine per i Giochi Olimpici di Tokyo a cui però rinuncia.

#### Italia
Il 15 marzo 2019 riceve, in qualità di oriundo, una convocazione per la nazionale Under-21 guidata da Luigi Di Biagio: il giocatore, presentatosi al ritiro, decide tuttavia di rinunciare alla convocazione dichiarando la sua volontà di giocare in futuro per il Brasile.
Nel gennaio 2022 il Presidente della FIGC, Gabriele Gravina, lo dichiara convocabile nella nazionale italiana. Il successivo 24 gennaio il C.T. Roberto Mancini lo inserisce nella lista dei 35 convocati per lo stage in vista degli spareggi delle qualificazioni al mondiale 2022. Successivamente viene convocato per la sfida contro l’Argentina e per le sfide della fase a gironi della UEFA Nations League 2022-2023. Esordisce con la nazionale in quest'ultima competizione, subentrando a partita in corso nella sconfitta per 5-2 contro la Germania il 14 giugno.

## Statistiche

### Presenze e reti nei club
Statistiche aggiornate al 16 maggio 2025.
| Stagione          | Squadra             | Campionato        | Campionato | Campionato | Coppe nazionali | Coppe nazionali | Coppe nazionali | Coppe continentali | Coppe continentali | Coppe continentali | Altre coppe | Altre coppe | Altre coppe | Totale | Totale |
| Stagione          | Squadra             | Comp              | Pres       | Reti       | Comp            | Pres            | Reti            | Comp               | Pres               | Reti               | Comp        | Pres        | Reti        | Pres   | Reti   |
| ----------------- | ------------------- | ----------------- | ---------- | ---------- | --------------- | --------------- | --------------- | ------------------ | ------------------ | ------------------ | ----------- | ----------- | ----------- | ------ | ------ |
| 2015              | Ituano              | A1/SP             | 0          | 0          | CB              | 0               | 0               | -                  | -                  | -                  | -           | -           | -           | 0      | 0      |
| 2016              | Ituano              | A1/SP+D           | 8+9        | 0          | -               | -               | -               | -                  | -                  | -                  | -           | -           | -           | 17     | 0      |
| Totale Ituano     | Totale Ituano       | Totale Ituano     | 17         | 0          |                 | 0               | 0               |                    | -                  | -                  |             | -           | -           | 17     | 0      |
| 2016-2017         | Salernitana         | B                 | 7          | 1          | CI              | 0               | 0               | -                  | -                  | -                  | -           | -           | -           | 7      | 1      |
| 2017-2018         | Lazio               | A                 | 18         | 0          | CI              | 3               | 0               | UEL                | 10                 | 0                  | SI          | 0           | 0           | 31     | 0      |
| 2018-2019         | Lazio               | A                 | 17         | 1          | CI              | 3               | 0               | UEL                | 5                  | 0                  | -           | -           | -           | 25     | 1      |
| 2019-2020         | Lazio               | A                 | 26         | 1          | CI              | 2               | 0               | UEL                | 1                  | 0                  | SI          | 1           | 0           | 30     | 1      |
| 2020-2021         | Lazio               | A                 | 14         | 0          | CI              | 0               | 0               | UCL                | 4                  | 0                  | -           | -           | -           | 18     | 0      |
| 2021-2022         | Lazio               | A                 | 31         | 0          | CI              | 2               | 0               | UEL                | 7                  | 0                  | -           | -           | -           | 40     | 0      |
| Totale Lazio      | Totale Lazio        | Totale Lazio      | 106        | 2          |                 | 10              | 0               |                    | 27                 | 0                  |             | 1           | 0           | 144    | 2      |
| 2022-2023         | Betis               | PD                | 23         | 0          | CR              | 1               | 0               | UEL                | 5                  | 0                  | SS          | 1           | 0           | 30     | 0      |
| lug.-ago. 2023    | Betis               | PD                | 4          | 0          | CR              | 0               | 0               | UEL                | -                  | -                  | -           | -           | -           | 4      | 0      |
| Totale Betis      | Totale Betis        | Totale Betis      | 27         | 0          |                 | 1               | 0               |                    | 5                  | 0                  |             | 1           | 0           | 34     | 0      |
| set. 2023-2024    | Al-Ittihad          | SPL               | 18         | 0          | KCC             | 2               | 0               | ACL                | 5                  | 0                  | SS+CdC      | 2+-         | 0+-         | 27     | 0      |
| 2024-gen. 2025    | Al-Ittihad          | SPL               | 1          | 0          | KC              | 0               | 0               | -                  | -                  | -                  | -           | -           | -           | 1      | 0      |
| Totale Al Ittihad | Totale Al Ittihad   | Totale Al Ittihad | 19         | 0          |                 | 2               | 0               |                    | 5                  | 0                  |             | 2           | 0           | 28     | 0      |
| gen.-giu. 2025    | Olympique Marsiglia | L1                | 4          | 0          | CF              | 0               | 0               | -                  | -                  | -                  | -           | -           | -           | 4      | 0      |
| Totale carriera   | Totale carriera     | Totale carriera   | 180        | 3          |                 | 13              | 0               |                    | 37                 | 0                  |             | 4           | 0           | 234    | 3      |

### Cronologia presenze e reti in nazionale
| Cronologia completa delle presenze e delle reti in nazionale ― Italia | Cronologia completa delle presenze e delle reti in nazionale ― Italia | Cronologia completa delle presenze e delle reti in nazionale ― Italia | Cronologia completa delle presenze e delle reti in nazionale ― Italia | Cronologia completa delle presenze e delle reti in nazionale ― Italia | Cronologia completa delle presenze e delle reti in nazionale ― Italia | Cronologia completa delle presenze e delle reti in nazionale ― Italia | Cronologia completa delle presenze e delle reti in nazionale ― Italia |
| Data                                                                  | Città                                                                 | In casa                                                               | Risultato                                                             | Ospiti                                                                | Competizione                                                          | Reti                                                                  | Note                                                                  |
| --------------------------------------------------------------------- | --------------------------------------------------------------------- | --------------------------------------------------------------------- | --------------------------------------------------------------------- | --------------------------------------------------------------------- | --------------------------------------------------------------------- | --------------------------------------------------------------------- | --------------------------------------------------------------------- |
| 14-6-2022                                                             | Mönchengladbach                                                       | Germania                                                              | 5 – 2                                                                 | Italia                                                                | UEFA Nations League 2022-2023 - 1º turno                              | -                                                                     | 44’                                                                   |
| Totale                                                                |                                                                       | Presenze                                                              | 1                                                                     |                                                                       | Reti                                                                  | 0                                                                     |                                                                       |

| Cronologia completa delle presenze e delle reti in nazionale ― Brasile olimpica | Cronologia completa delle presenze e delle reti in nazionale ― Brasile olimpica | Cronologia completa delle presenze e delle reti in nazionale ― Brasile olimpica | Cronologia completa delle presenze e delle reti in nazionale ― Brasile olimpica | Cronologia completa delle presenze e delle reti in nazionale ― Brasile olimpica | Cronologia completa delle presenze e delle reti in nazionale ― Brasile olimpica | Cronologia completa delle presenze e delle reti in nazionale ― Brasile olimpica | Cronologia completa delle presenze e delle reti in nazionale ― Brasile olimpica |
| Data                                                                            | Città                                                                           | In casa                                                                         | Risultato                                                                       | Ospiti                                                                          | Competizione                                                                    | Reti                                                                            | Note                                                                            |
| ------------------------------------------------------------------------------- | ------------------------------------------------------------------------------- | ------------------------------------------------------------------------------- | ------------------------------------------------------------------------------- | ------------------------------------------------------------------------------- | ------------------------------------------------------------------------------- | ------------------------------------------------------------------------------- | ------------------------------------------------------------------------------- |
| 5-9-2019                                                                        | San Paolo                                                                       | Brasile olimpica                                                                | 2 – 0                                                                           | Colombia olimpica                                                               | Amichevole                                                                      | -                                                                               | 78’                                                                             |
| Totale                                                                          |                                                                                 | Presenze                                                                        | 1                                                                               |                                                                                 | Reti                                                                            | 0                                                                               |                                                                                 |

## Palmarès

### Club
- Supercoppa italiana: 2

Lazio: 2017, 2019
- Coppa Italia: 1

Lazio: 2018-2019